# Bazylika św. Mikołaja w Grudziądzu
Bazylika kolegiacka św. Mikołaja w Grudziądzu – kościół parafialny (fara), od 1992 r. kolegiata, od 2010 r. nosi również tytuł bazyliki mniejszej. Świątynia pełni rolę sanktuarium maryjnego związanego z kultem obrazu Matki Bożej Łaskawej. Obecnie opiekę nad kościołem i całą parafią sprawuje ks. kan. Dariusz Kunicki.

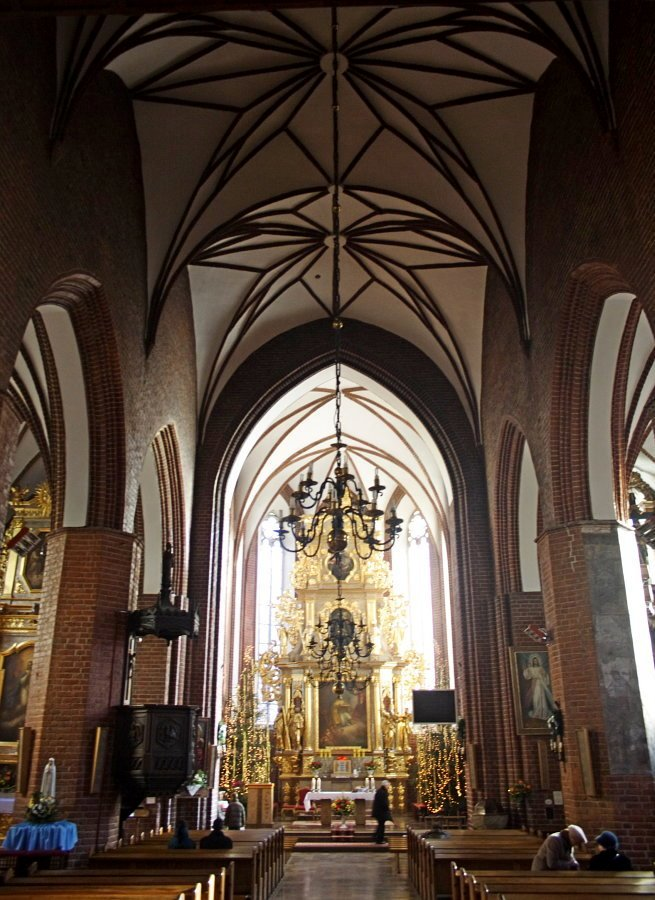
Wnętrze kościoła św. Mikołaja w Grudziądzu

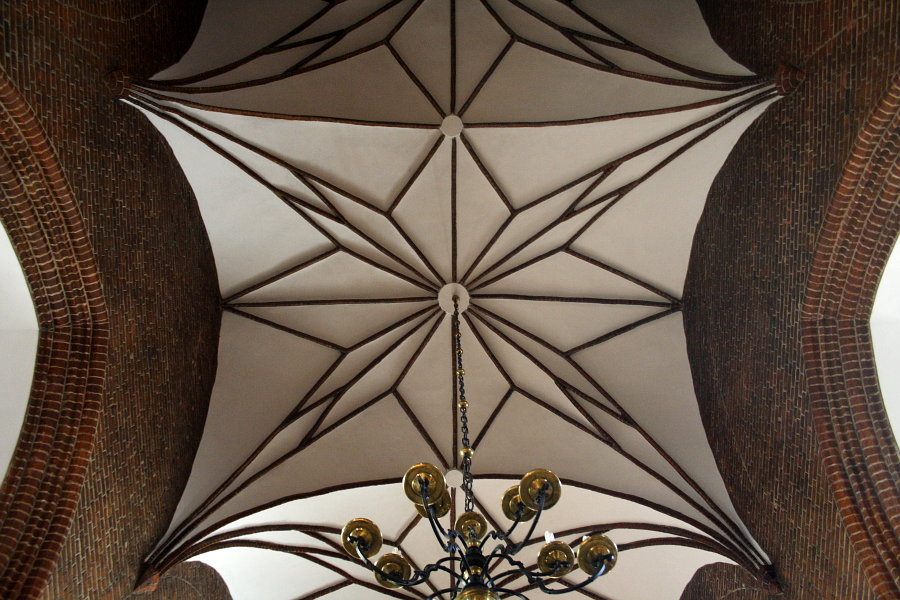
Sklepienie w nawie głównej

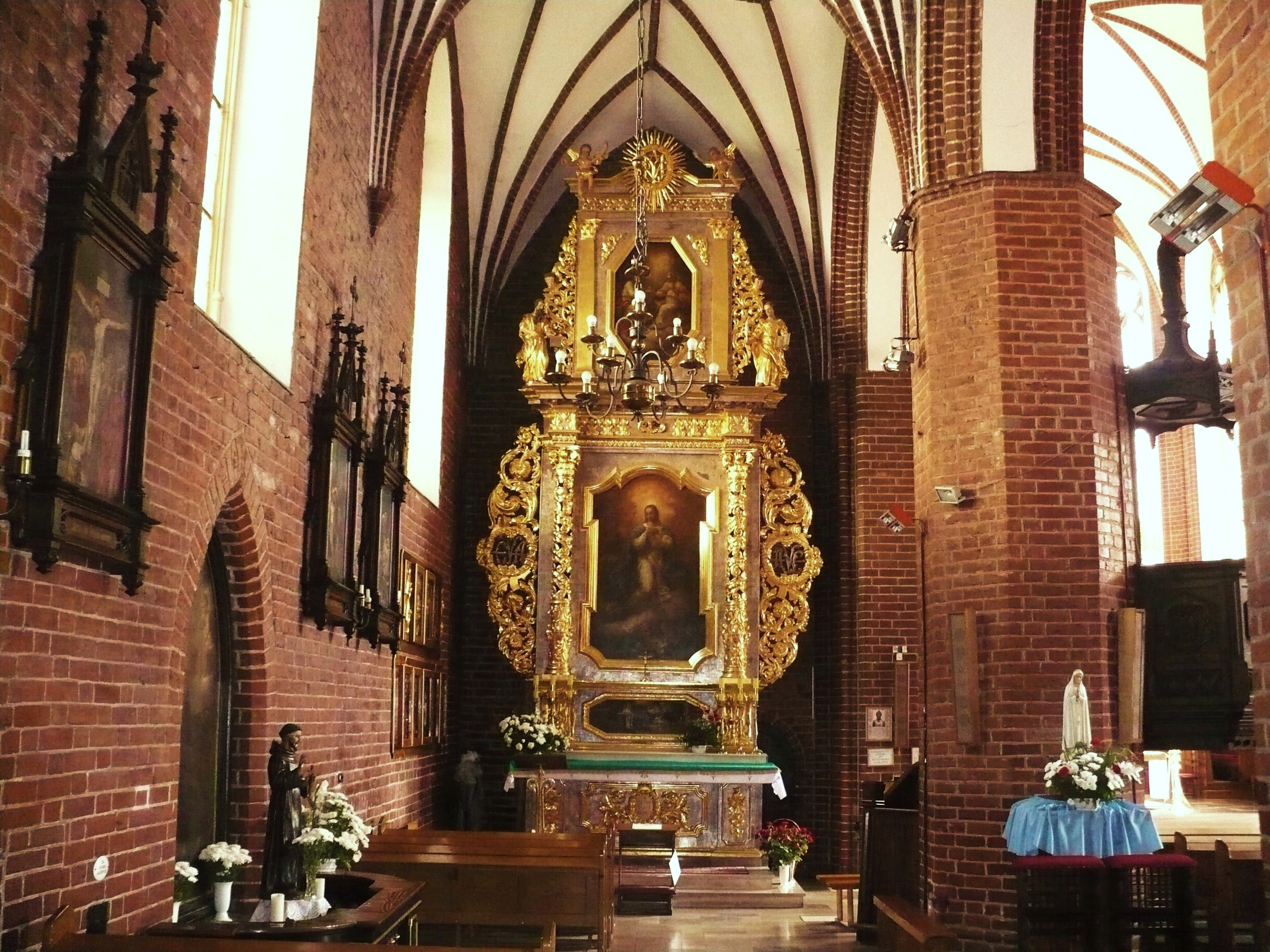
Ołtarz w nawie bocznej

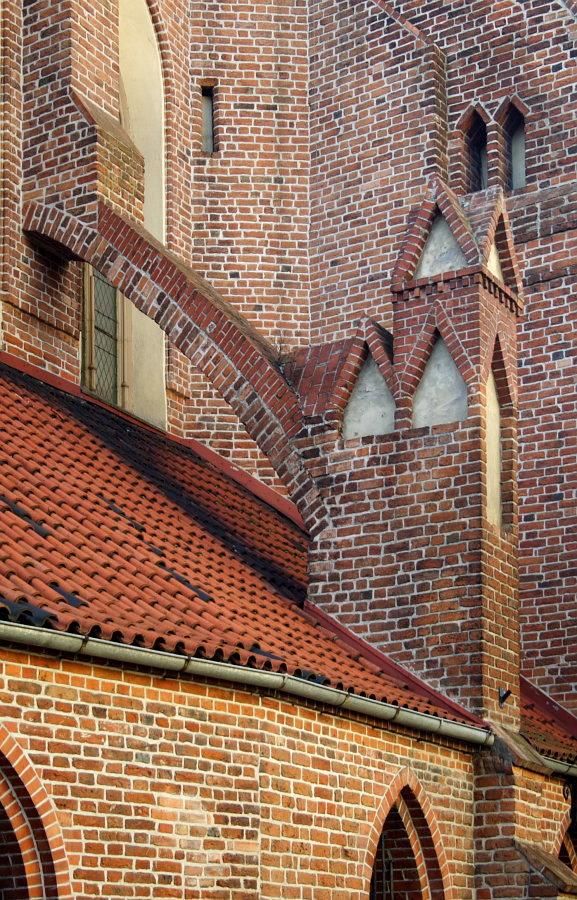
Łuk przyporowy nad zakrystią

## Historia
Jest rzeczą pewną, że w okresie przynależności grodu w Grudziądzu do państwa polskiego i książąt mazowieckich w XI–XIII w., istniała stosowna świątynia, jednak o jej lokalizacji i wezwaniu źródła milczą. Podobnie musiało być po przejęciu grodu zniszczonego podczas najazdu pruskiego przez biskupa Chrystiana (1222) i po zajęciu jego posiadłości przez Krzyżaków w latach 30. XIII w. Skoro krzyżacka kaplica zamkowa została ukończona dopiero w 1299 r., przedtem musiało istnieć inne miejsce kultu. Zapewne jeszcze przed formalną lokacją miasta na prawie chełmińskim w 1291 r., wytyczono siatkę ulic i pod kościół parafialny przeznaczono płn.-zach. blok zabudowy przyrynkowej.
Wtedy – w dwóch fazach – przystąpiono do budowy murowanego prezbiterium, początkowo funkcjonującego jako samodzielna świątynia, o czym świadczy istnienie ozdobnego szczytu zachodniego, do dziś czytelnego na strychu. Niestety, skąpe źródła historyczne przekazują niewiele konkretnych dat dotyczących budowy. Przypuszcza się, że prezbiterium ukończono około 1310 r., natomiast dalszy etap – wznoszenie korpusu nawowego – rozpoczęto po pożarze miasta w 1341 r. Od tego czasu zwierzchnictwu fary podlegały 2 grudziądzkie świątynie szpitalne – Św. Ducha i św. Jerzego na Rybakach. Istniała też szkoła parafialna, ponadto utrzymaniu fary służyły posiadłości ziemskie. Zapewne w XV w. nawę główną podwyższono do obecnej wysokości i zasklepiono.
Od połowy XVI w. do 1598 r. i ponownie podczas potopu szwedzkiego (1656–1659) kościół był ewangelicki. W 1612 r. spłonęła wieża, którą wkrótce odbudowano, przebudowując szczyty zachodnie. W ciągu XVII w. od północy dobudowano 3 kaplice boczne (grobowe rodów Działyńskich i Kostków, bracką św. Michała) oraz – od południa – kruchtę. Od 1620 r. przy zwieńczonej kopułą ośmiobocznej kaplicy Działyńskich zostali osadzeni jezuici, którzy działali tu do wybudowania własnego kolegium i kościoła. Według niektórych autorów w 1659 r. kościół został spustoszony podczas wyzwalania Grudziądza spod okupacji szwedzkiej.
W 1738 r. wieża kościelna otrzymała wysoki ażurowy barokowy hełm, w 1769 r. zbudowano sygnaturkę na dachu korpusu. W końcu XVIII w. hełm wieży rozebrano i zburzono kaplice boczne. W 1896 r. miała miejsce gruntowna renowacja fary w duchu neogotyckim, wnętrze otrzymało nowe polichromie i witraże. Podczas działań wojennych w 1945 r. kościół poniósł ciężkie straty: runęła górna część wieży, dachy, spłonęła większa część wystroju. Odbudowa miała miejsce w latach 1946–1949. Po utworzeniu w 1992 r. diecezji toruńskiej, fara została podniesiona do rangi kolegiaty kapituły grudziądzkiej. Jest również sanktuarium maryjnym, z obrazem Matki Bożej Łaskawej. Po 2000 r. przeprowadzono gruntowne zewnętrzne i wewnętrzne prace restauratorskie. W lipcu 2010 roku Benedykt XVI podniósł kościół św. Mikołaja do rangi bazyliki mniejszej. Uroczyste nadanie tytułu nastąpiło 6 grudnia 2010 r.
Do parafii należy nekropolia katolicka przy ul. Cmentarnej.

## Architektura
Kościół farny w Grudziądzu jest budowlą ceglaną, orientowaną, gotycką. Ma formę trójnawowej czteroprzęsłowej pseudobazyliki (podobnie jak pięcio i pół przęsłowa katedra w Kwidzynie), z pięciobocznie zamkniętym dwuprzęsłowym prezbiterium. Od zachodu wznosi się wtopiona w korpus masywna wieża na rzucie kwadratu. Elewacje są oszkarpowane. Zwraca uwagę rozwiązanie przypory przy zakrystii (dobudowanej od strony płn.), połączonej z elewacją prezbiterium za pomocą przerzuconego ponad dachem łuku odporowego, podobnie jak w kościele św. Jakuba w Toruniu.
Korpus kryty jest potężnym dachem dwuspadowym, chór niższym. Wieżę wieńczy dach namiotowy z niewielką nadstawką. Barokowa ażurowa sygnaturka na wschodnim skraju korpusu jest kryta baniastym hełmem. Prezbiterium kryte jest sklepieniem sześciopolowym spływającym na służki, nawy boczne gwiaździstym na konsolach, a nawa główna gwiaździstym o układzie wzbogaconym dodatkowymi żebrami. Smukłe prezbiterium, jasno oświetlone wysokimi ostrołukowymi oknami, kontrastuje z ciemniejszym korpusem, w którym dominują ośmioboczne filary i masywne mury nawy głównej, oświetlonej tylko pośrednio poprzez okna w nawach bocznych. W prezbiterium do wnętrza otwierają się 2 arkady empory patronackiej, umieszczonej nad portalem zakrystii, duża empora otwiera się ponadto pod wieżą do nawy głównej.
Długość kościoła wynosi 41 m, szerokość 21 m, wysokość wnętrza 16 m. Surowe mury, które pozwalają prześledzić budowlane przemiany wnętrza świątyni, to efekt wtórny, odpowiadający poglądom konserwatorskim panującym po II wojnie światowej. Pierwotnie były pokryte pobiałami, tynkami i barwną dekoracją malarską.

## Wyposażenie
Podczas walk o miasto w 1945 roku prawie całe wyposażenie kościoła się spaliło. Ocalała jedynie struktura ołtarza głównego z figurami świętych i obrazem św. Jerzego w zwieńczeniu oraz uszkodzone retabulum ołtarza NMP w nawie północnej. 3 ołtarze (w tym główny) zostały częściowo zrekonstruowane na początku lat 50. XX w. przez Leonarda Torwirta, który namalował większość obrazów. Obraz patrona kościoła w ołtarzu głównym malował Jerzy Hoppen. Z ołtarza NMP zachowała się autentyczna część środkowa z obrazem NMP z Dzieciątkiem z XVII w. (uznawanym za cudowny i koronowanym w 2002 r.), obrazem w predelli i figurami w zwieńczeniu, w ołtarzu prawym przetrwały tylko dawne figury i fragmenty kolumn. Ponadto zachował się obraz św. Anny Samotrzeć z początku XVII w., przypisywany warsztatowi Hermana Hana i 2 duże barokowe obrazy ze św. Mikołajem i Koronacją NMP. 
- Z czasów średniowiecza zachowały się fragmenty malowideł z końca XIV w. na jednym z filarów i nikłe relikty malowideł późnogotyckich z postaciami świętych pod baldachimami z lat około 1500 r.

- Przetrwała kamienna gotlandzka chrzcielnica ozdobiona reliefami w formie gryfów, o późnoromańskiej formie, datowana na wiek XIV.

- W elewacje wieży zostały wmurowane 3 terakotowe płaskorzeźby, pochodzące prawdopodobnie z kaplicy zamkowej.
- Z 1632 r. pochodzi ozdobny manierystyczny portal kruchty południowej fundacji Działyńskich co poświadcza ich herb Ogończyk.
- W XVIII w. wnętrze otrzymało bogate wyposażenie późnobarokowe, w tym ambonę ozdobioną motywami chińskimi (podobnie jak w sąsiednim kościele jezuitów). Ogółem do 1945 r. istniało 7 ołtarzy. W kościele farnym po rozbiórce kaplicy zamkowej umieszczono Poliptyk Grudziądzki.
- W 1886 r. zbudowano organy firmy Wilhelm Sauer z Frankfurtu nad Odrą.

- Zachowały się relikty marmurowego nagrobka Jana Zygmunta Kostki (zm. 1623) z dawnej kaplicy grobowej.
- 30-głosowe organy zbudował w 1952 r. Józef Sobiechowski z Bydgoszczy, wykorzystując części instrumentu z końca XIX w. z auli Seminarium Nauczycielskiego.